# Плутонова геологија
Плутонова геологија састоји се од површинских карактеристика, коре и унутрашњости Плутона. Због Плутонове удаљености од Земље није познато пуно података о геологији ове патуљасте планете. Због тога су многе појединости о Плутону биле непознате до 14. јула 2015. године када је сонда Нови хоризонти снимила прве детаљне фотографије Плутона.

## Површина
Плутонова површина се састоји од више око 98% азотног леда, са траговима метана и угљичког-моноксида. Део Плутона који је окренут ка Харону саржи више азотног леда, док супротни део саджи више леда азотмоноксида и угљенмоноксида.
Слике Плутона настале уз помоћ телескопа Хабл показују како је Плутонова површина врло разнолика, са албедом од 0,49 и 0,66. Плутон је једно од најважнијих тела у Сунчевом систему са двобојном површином. Са толиким контрастом подсећа на Сатурнов сателит Јапет. Боја варира између угљенично црне, тамно наранџасте и беле.
Боја Плутонове површине се променила у раздобљу између 1994. и 2003. године. Северна поларна регија је светлија а јужна је тамнија. Црвена боја Плутонове површине се повећала у раздобљу између 2000. и 2002. године. Ове промене се вероватно дешавају због кондензације и сублимације делова Плутонове атмосфере.

## Унутрашња структура
Плутонова густоћа је 2.03±0.06 g/cm3. Претпоставља се да је промер језгре око 1700 км, што је око 70% промера Плутона.

## Географија
- Незванични називи географских регија

- Званични називи регија,
одобрени од стране IAU 2007. г.